# 中島富雄
中島 富雄（なかじま とみお、1941年11月11日 - ）は、日本の大蔵官僚。
血液型はAB型。国税不服審判所次長などを務めた。

## 来歴
岐阜県土岐市出身。東京大学法学部在学中に国家公務員上級甲種試験（法律）を合格。東大法学部を卒業し、1964年 大蔵省入省。主計局総務課配属。同期には野田毅、田波耕治、涌井洋治、加藤隆俊、野口悠紀雄、秋山昌廣など。
1969年7月 鶴岡税務署長。1970年7月 銀行局特別金融課長補佐。 1972年7月から青森県農林部経済課長となり、1973年4月に青森県農林部農政課長。1974年7月 主計局主計官補佐（公共事業第二係主査）。1976年7月 大臣官房付兼内閣官房公共企業体等関係閣僚協議会事務局員。
1987年6月 福岡財務支局長。1988年6月 経済企画庁総合計画局計画課長。1989年6月23日 仙台国税局長。1990年6月29日 国税不服審判所次長。1992年6月29日 大臣官房付、退官。
同年7月 日本鉄道建設公団理事。

### 略歴
- 1964年4月：大蔵省入省。主計局総務課配属。
- 1966年4月：大臣官房調査企画課（経済理論研修）。
- 1967年4月：大臣官房財務参事官付。
- 1968年6月：国際金融局総務課企画調整係長[3]。
- 1969年7月：鶴岡税務署長。
- 1970年7月：銀行局特別金融課長補佐。
- 1972年7月：青森県農林部経済課長。
- 1973年4月：青森県農林部農政課長。
- 1974年7月：主計局主計官補佐（公共事業第二係主査）。
- 1976年7月：大臣官房付 兼 内閣官房公共企業体等関係閣僚協議会事務局員。
- 1978年7月：関税局企画課長補佐。
- 1979年7月16日：大臣官房企画官 兼 関税局総務課。
- 1980年6月：国土庁計画・調整局特別調整課長。
- 1981年7月：宮内庁長官官房主計課長。
- 1983年6月：国税庁間税部酒税課長。
- 1985年6月：証券局企業財務課長。
- 1987年6月：福岡財務支局長。
- 1988年6月：経済企画庁総合計画局計画課長。
- 1989年6月23日：仙台国税局長。
- 1990年6月29日：国税不服審判所次長。
- 1992年6月29日：大臣官房付、退官。

## その他
- 趣味はマージャン、小唄[1]。